# Pascual Salvador i Avellaneda
Pascual Salvador Avellaneda (Barcelona, 1951) és un dissenyador industrial i arquitecte d'interiors català.
Cursa estudis a l'Escola Massana de Barcelona, obtenint el títol el 1974. Inicia la seva activitat realitzant projectes d'arquitectura interior d'habitatges: empreses, espais d'oci, etc., conjuntament amb l'estudi Bonamusa.
El 1990 obre estudi propi a Barcelona oferint serveis d'assessoria global de disseny, disseny de producte, gràfic, d'interiors i imatge corporativa. El 2004 obre un segon estudi a Mèxic.
Ha col·laborat amb empreses com Biok, Vilagrasa, Carpyen, Fundación Televisa, Ajuntament de Barcelona o Akaba. Compagina la seva tasca professional amb l'ensenyament a escoles tant nacionals (Llotja, Lai i Eina) com estrangeres, impartint cursos i seminaris en centres com el Vitra Design Museum o al Centre Georges Pompidou i ciutats com Xangai, Mexico DF o Caracas entre d'altres. És membre de l'Asociación de Diseñadores Profesionales de la qual ha estat membre de la junta com també ho ha estat de la de l'ADI FAD i membre del BEDA (Bureau of European Designers Association). Els seus dissenys han estat guardonats amb diversos premis i eleccions. Entre els seus treballs podem destacar el llum de peu Galilea (1994) o les cartelleres Acta (1999).